# Contea di Hampden
La contea di Hampden, Hampden County in inglese, è una contea dello Stato del Massachusetts negli Stati Uniti. La contea, posta nella parte centrale dello Stato, ha come capoluogo Springfield.
La popolazione al censimento del 2000 era di 456.228 abitanti, 471.081 secondo una stima del 2009.
Come per altre contee del Massachusetts dal 1998 la contea di Hampden esprime solo una regione storico-geografica, essendo tutte le funzioni amministrative passate ad altre agenzie dello Stato del Massachusetts.

## Geografia fisica
La contea confina a nord con la contea di Hampshire, a est con la contea di Worcester, a sud con le contee di Tolland, Hartford e Litchfield dello Stato del Connecticut ed a ovest confina con la contea di Berkshire.
Il territorio è prevalentemente pianeggiante fatta eccezione dell'area collinare del nord-ovest. Nell'area centrale scorre il fiume Connecticut. L'area ad ovest del Connecticut è drenata dal suo affluente, il Little River, che alimenta il lago della Cobble Mountain Reservoir.
Sul fiume Connecticut sono poste le città più grandi dello Stato. La città di Springfield, capitale del Massachusetts è posta sulla sua riva orientale, mentre sull'altra sponda si è sviluppata West Springfield. Poco a nord è situata la città di Holyoke.

## Storia
La contea fu creata nel 1812 e deve il suo nome a John Hampden. Il capoluogo è sempre stato Springfield.

## Comuni
- Agawam - city
- Blandford - town
- Brimfield - town
- Chester - town
- Chicopee - city
- East Longmeadow - town
- Granville - town
- Hampden - town
- Holland - town
- Holyoke - city
- Longmeadow - town
- Ludlow - town

- Monson - town
- Montgomery - town
- Palmer - town
- Russell - town
- Southwick - town
- Springfield - city
- Tolland - town
- Wales - town
- Westfield - city
- West Springfield - town
- Wilbraham - town

### Census-designated place
- Feeding Hills - nel territorio di Agawam
- Monson Center - nel territorio di Monson
- Bondsville - nel territorio di Palmer
- Three Rivers - nel territorio di Palmer